# Grigorij Zenger

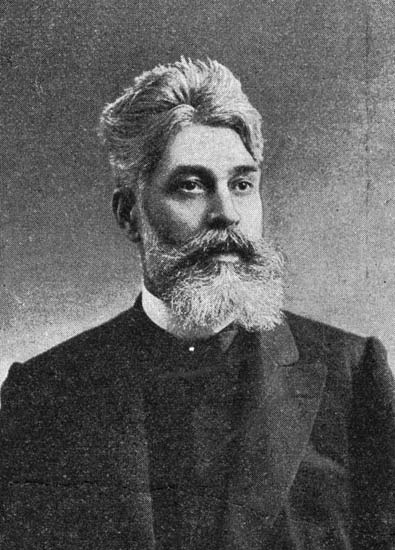
Grigorij Zenger.

Grigorij Eduardovitj Zenger (ryska: Григорий Эдуардович Зенгер), född 25 mars (gamla stilen: 13 mars) 1853 i byn Kretjevitsy, guvernementet Novgorod, död 7 juli 1919 i Petrograd, var en rysk politiker och filolog. 
Efter studier vid Sankt Petersburgs universitet (1874) Zenger verksamma vid Universitetet i Warszawa. Innehade därefter högre lärartjänster i Polen och var 1902–04 undervisningsminister. Han förberedde under sin ministertid en rysk skol- och universitetsreform, men avskedades innan den hunnit genomföras. Han utgav en rad avhandlingar på latin och publicerade under sin ministertid en volym översättningar till latin av ryska och andra europeiska poeter.